# Manuel Leoncio Rico
Manuel Leoncio Rico (Buenos Aires, Virreinato del Río de la Plata, 1798 - San Carlos Minas, provincia de Córdoba, Argentina, 1841) fue un militar argentino que participó en la Guerra de independencia de la Argentina contra los realistas, en las campañas previas a la Conquista del Desierto contra los indios y en las guerras civiles argentinas como enemigo del gobernador de la Provincia de Buenos Aires Juan Manuel de Rosas, muriendo en la Batalla de Sancala contra las fuerzas leales a este.

## Carrera militar
En 1815 se enroló en el Ejército del Norte, aunque se incorporó a este después del fracaso de la tercera expedición auxiliadora al Alto Perú. En 1817 fue parte de la división que hizo la temeraria e inútil campaña del coronel Gregorio Aráoz de Lamadrid a Tarija y Chuquisaca. 
Cuando el Ejército se disolvió a raíz del Motín de Arequito, regresó a Buenos Aires.
Participó en las Campañas de Martín Rodríguez contra los indígenas del sur de la provincia de Buenos Aires. A su regreso, compró una estancia en Dolores.
También actuó en la Guerra del Brasil, aunque no hizo la campaña que culminó con la batalla de Ituzaingó.
Con el grado de capitán integró la Campaña al Desierto contra los indígenas, dirigida por el gobernador Juan Manuel de Rosas en 1833; más tarde continuó sus ascensos hasta el grado de coronel.

## Los Libres del Sur
Rico era considerado un federal "neto" y  fue nombrado juez de paz de Dolores hacia 1835.
A principios de 1839, convocado por Rosas a Buenos Aires, marchó hacia allí a denunciarle una conspiración. Pero pasó varias semanas esperando ser recibido. Furioso por esa falta de respeto, regresó a Dolores sin haberse entrevistado con el Restaurador, y se unió a los conspiradores.
Desde el año anterior se había establecido un bloqueo francés al Río de la Plata, por el que este país intentaba forzar a Rosas a cederles privilegios a sus ciudadanos. El bloqueo causó graves problemas económicos a los estancieros, por la interrupción de las exportaciones de carne. Los ganaderos culparon a Rosas de la situación y, ayudados por algunos jóvenes rebeldes y unitarios, conspiraron para derrocarlo.
Contaban con el apoyo del general Juan Lavalle, que se trasladaría hasta el sur de la provincia de Buenos Aires para unírseles con un pequeño ejército y un gran número de oficiales. Pero este prefirió invadir la provincia de Entre Ríos, y formó un ejército para ello en la isla Martín García.
Además debía estallar una revolución en Buenos Aires, que preparaba el coronel Ramón Maza. Pero este fue descubierto y ejecutado.
No obstante, en los últimos días de octubre de 1839, los ganaderos opositores se pronunciaron públicamente en Dolores, y formaran rápidamente un ejército formado por gauchos del campo, cuya única experiencia militar era la lucha contra los indígenas. Nombraron a Castelli jefe militar de ese ejército, dado que era el estanciero que más tropas había logrado reunir. En la práctica, se dedicó a la política y a la redacción de proclamas, mientras la organización militar quedaba en manos de los coroneles Ambrosio Crámer y Manuel Rico.
Los revolucionarios, librados a sus propias fuerzas, contaban con 2.000 hombres en Dolores y 1.000 en Chascomús. Hacia allí marchó todo el ejército, que fue completamente derrotado en la batalla de Chascomús, el 7 de noviembre por los coroneles Prudencio Rosas, hermano del Restaurador, y Nicolás Granada. Crámer murió en la batalla, y Castelli fue tomado prisionero cerca de Dolores y degollado.

## Campañas con Lavalle
Al frente de lo que quedaba de su ejército, Rico pudo huir en un barco francés que se había acercado a la costa del Tuyú, y pasó a Montevideo. Enseguida se  unió a Lavalle, cuando este invadía la provincia de Corrientes.
Participó en la invasión de Lavalle a Buenos Aires, y fue el contacto principal con los estancieros del norte de la provincia que le aportaron caballos y tropas. Pero la incursión terminó ahogada en la excesiva prudencia de su jefe y debieron huir.
Tras recorrer Santa Fe y Córdoba y participar en la derrota de Quebracho Herrado, Rico participó de la campaña del coronel José María Vilela hacia Cuyo. Fueron alcanzados por el general Ángel Pacheco y derrotados completamente en la batalla de Sancala, en las cercanías de San Carlos Minas, provincia de Córdoba, el 9 de enero de 1841, en la que Rico murió en combate.